# Universität für Elektrokommunikation
Koordinaten: 35° 39′ 20,9″ N, 139° 32′ 38,4″ O

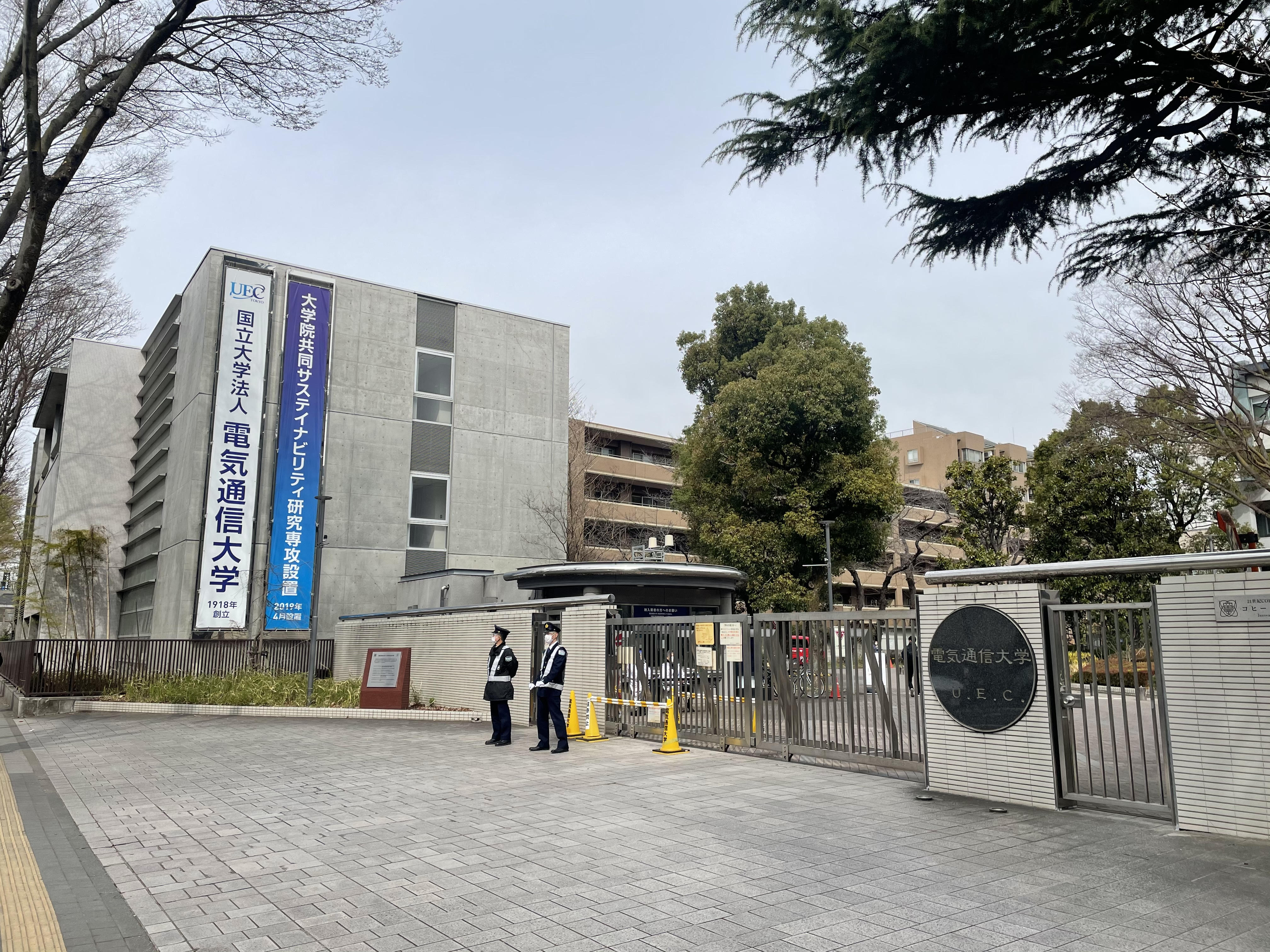
Haupteingang (2021)

Die Universität für Elektrokommunikation (jap. 電気通信大学, Denki tsūshin daigaku; engl. The University of Electro-Communications, kurz: UEC oder Dentsūdai (電通大)) ist eine staatliche Universität in Chōfu in der Präfektur Tokio (Japan).
Der Ursprung der Universität liegt in der 1918 vom Verein für Elektrokommunikation (社団法人 電信協会, Shadan-hōjin Denshin-Kyōkai) gegründeten Funkverkehr-Lehranstalt (無線電信講習所, Musen denshin kōshūjo) in Azabu. 1920 zog sie auf den neuen Campus in Meguro um. 1942 wurde sie zur staatlichen Lehranstalt. 1945 wurde sie in Zentrale Funkverkehr-Lehranstalt (中央無線電信講習所, Chūō musen denshin kōshūjo) umbenannt.
1949 entwickelte sie sich zur 4-jährigen Universität für Elektrokommunikation. 1952 wurde der heutige Chōfu-Campus eröffnet und 1957 zog die ganze Universität auf den neuen Campus um. 1965 gründete sie die Masterstudiengänge, 1987 dann die Doktorkurse.

## Fakultäten
- Fakultät für Informatik und Ingenieurwissenschaften (jap. 情報理工学域, engl. School of Informatics and Engineering)
  - Cluster I: Informatics and Computer Engineering
  - Cluster II: Emerging Multi-Interdisciplinary Engineering
  - Cluster III: Fundamental Science and Engineering